# Elektrolyt
Als Elektrolyt (Maskulinum, von altgriechisch ἤλεκτρον elektron, deutsch ‚Bernstein‘, im übertragenen Sinne ‚elektrisch‘ und λυτικός lytikós, deutsch ‚auflösbar‘) bezeichnet man eine chemische Verbindung, die im festen, flüssigen oder gelösten Zustand in Ionen dissoziiert ist und die sich unter dem Einfluss eines elektrischen Feldes gerichtet bewegt. Oft wird mit Elektrolyt auch das feste oder flüssige Material bezeichnet, das die beweglichen Ionen enthält. Die elektrische Leitfähigkeit solcher Ionenleiter ist geringer, als es für Metalle typisch ist. Sie werden deshalb als Leiter 2. Klasse bezeichnet.
Leiter 1. Klasse (mit Elektronen als Ladungsträgern) im Kontakt mit einem Ionenleiter heißen Elektroden. An den Grenzflächen treten elektrochemische Reaktionen auf, insbesondere bei Stromfluss.
Elektrolyte sind für lebende Organismen (einschließlich des menschlichen Organkomplexes) und deren Wasserhaushalt lebenswichtig. Elektrolytmangel kann so zu teils lebensbedrohlichen Hitzeschäden führen und tritt oft zusammen mit Flüssigkeitsmangel auf, welcher wiederum häufig durch Durchfallerkrankungen induziert wird.

## Einteilung
Elektrolyte sind im weitesten Sinne Stoffe, die zumindest teilweise als Ionen vorliegen. 
Man unterscheidet dabei in
- gelöste Elektrolyte (zur Leitfähigkeit von gelösten Elektrolyten siehe Elektrolytische Leitfähigkeit)
  - starke Elektrolyte, die vollständig in Ionen gespalten werden, wenn sie gelöst werden, wie zum Beispiel Natriumchlorid
  - schwache Elektrolyte, die nur zum Teil in Lösung dissoziieren, wie zum Beispiel Essigsäure

- Festkörper
  - Ein echter Elektrolyt ist ein Stoff, der im festen Aggregatzustand aus Ionenkristallen besteht und in Schmelze oder Lösung, in besonderen Fällen auch als Feststoff (siehe Abschnitt Festkörper), den elektrischen Strom leitet.

Beispiele:
NaCl(s) → Na+(aq) + Cl−(aq)
NaOH(s) → Na+(aq) + OH−(aq)
- In ungelöster Form bestehen potentielle Elektrolyte aus elektrisch neutralen Molekülen mit halbpolaren bis homöopolaren Bindungen mit hohem Dipolmoment. Zu ihnen gehören fast alle schwachen Elektrolyte und starken Säuren. Potentielle Elektrolyte leiten aufgrund der geringen Eigendissoziation meist auch im geschmolzenen Zustand praktisch keinen Strom. Die Ionen entstehen erst durch die Reaktion mit dem Lösungsmittel, weswegen erst in Lösung eine erhöhte Leitfähigkeit festgestellt werden kann.

Beispiele:
HCl(g) + H2O → Cl−(aq) + H3O+(aq)
CH3COOH + H2O → CH3COO− + H3O+
Die wichtigsten Elektrolyte sind demzufolge entweder Säuren, Basen oder Salze.

## Flüssigkeiten
Elektrolyte im Sinne von Ionenleitern erfordern bewegliche Ionen. Daher sind alle Flüssigkeiten, die Ionen enthalten, Elektrolyte. Flüssige Elektrolyte sind sowohl die Salzschmelzen und die ionischen Flüssigkeiten als auch alle flüssigen Lösungen von Ionen. Salzschmelzen und ionische Flüssigkeiten bestehen im Regelfall nur aus Ionen, sie können aber gelöste Moleküle enthalten. Bei wässrigen oder organischen Elektrolytlösungen ist es umgekehrt: Hier besteht das Lösungsmittel aus Molekülen, und die Ionen sind darin aufgelöst. Die Herstellung einer Elektrolytlösung kann dabei im bloßen Auflösen von schon vorhandenen Ionen bestehen, oder in einer chemischen Reaktion, bei der Ionen entstehen, beispielsweise einer Säure-Base-Reaktion wie bei der Auflösung von Molekülen wie Chlorwasserstoff oder Ammoniak in Wasser. Informationen über die translatorische Beweglichkeit von Ionen in der Elektrolytlösung, wie deren Diffusionskoeffizient oder deren Beweglichkeit {\displaystyle \mu } im elektrischen Feld, kann man über Feldgradienten-NMR-Methoden erhalten. Die Messung von {\displaystyle \mu } kann aber auch mit der „klassischen Methode“ der „Bewegten Grenzfläche“ (moving interface) erfolgen.

## Festkörper
Auch Festkörper können bewegliche Ionen enthalten. Gerade bei hohen Temperaturen werden beispielsweise in aus Ionen bestehenden Festkörpern Ionen beweglich. Es gibt aber auch feste Elektrolyte, die bei Raumtemperatur verwendet werden können, oder bei nur wenig erhöhten Temperaturen. Dazu gehören auch die in manchen Brennstoffzellen verwendeten Polymerelektrolyt-Membranen. Sie bestehen aus einem Kunststoffgerüst, das ionische Seitengruppen enthält. Wichtige Ionenleiter sind beispielsweise manche Natriumaluminate. Neben der Anwendung in Brennstoffzellen sind Festelektrolyte auch in Sensoren wichtig, etwa der Lambdasonde, die ein Elektrolyt enthält, das Sauerstoffionen leitet (z. B. YSZ, yttria stabilized zirconia, eine Mischung von Zirkoniumdioxid ZrO2 und Yttriumoxid Y2O3). Auch die um 1900 als Glühlampe gebräuchliche Nernstlampe verwendete solche Festelektrolyte.

## Biologische Elektrolyte
Die wichtigsten Ionen biologischer Elektrolyte, bei Tieren auch Blutsalze genannt, sind Natrium, Kalium, Calcium, Magnesium, Chlorid, Phosphat und Hydrogencarbonat, bei Pflanzen zusätzlich noch Nitrate. Sie sind im Zytosol enthalten und für die Funktion der Zellen und Reizleitung aber auch für das Membranpotential unentbehrlich. Noch weitere Ionen sind als Spurenelemente für die Zelle notwendig, doch sind die genannten Ionen besonders bedeutend im Hinblick auf das Elektrolytgleichgewicht der Zelle, da sie bei der Regulierung des osmotischen Drucks eine herausragende Rolle spielen.

### Physiologie
| Kation    | Funktion                                         | Konzentration [mmol/l] | Konzentration [mmol/l] | Konzentration [mmol/l] |
| Kation    | Funktion                                         | intraz.                | interst.               | Plasma                 |
| --------- | ------------------------------------------------ | ---------------------- | ---------------------- | ---------------------- |
| Natrium   | extrazelluläre Osmolarität, Aktionspotential     | 15                     | 143                    | 141                    |
| Kalium    | intrazelluläre Osmolarität, Ruhemembranpotential | 140                    | 4                      | 4                      |
| Calcium   | second Messenger, Knochenumbau                   | 0,0001                 | 1,3                    | 2,5                    |
| Magnesium | zelluläre Erregbarkeit                           | 15                     | 0,7                    | 1                      |

| Anion             | Funktion               | Konzentration [mmol/l] | Konzentration [mmol/l] | Konzentration [mmol/l] |
| Anion             | Funktion               | intraz.                | interst.               | Plasma                 |
| ----------------- | ---------------------- | ---------------------- | ---------------------- | ---------------------- |
| Chlorid           |                        | 8                      | 115                    | 103                    |
| Hydrogencarbonat  | Säure-Basen-Haushalt   | 15                     | 28                     | 25                     |
| Phosphat          | intrazellulärer Puffer | 60                     | 1                      | 1                      |
| Sulfat            |                        | 10                     | 0,5                    | 0,5                    |
| organische Säuren |                        | 2                      | 5                      | 4                      |

1. ↑  frei gelöster Anteil
2. ↑  etwa 1,3 mmol/l frei gelöst, Rest komplexiert
3. ↑  etwa 1 mmol/l frei gelöst, Rest organisch gebunden

Schon die frühesten Einzeller ließen reines Wasser recht ungehindert über ihre Zellmembranen fließen, während sie ihren Gehalt an Elektrolyten streng regulierten und dabei die konstante Konzentrationen im Meerwasser, ihrem äußeren Milieu, nutzten. Die Zellen der später entstandenen landlebenden Mehrzeller (inklusive des Menschen) arbeiten weiterhin nach diesem Prinzip. Allerdings steht ihnen kein Meereswasser mehr zur Verfügung. Vielmehr muss der Organismus nun auch die Konzentrationen in der extrazellulären Flüssigkeit, dem inneren Milieu, durch Regulierung der Aufnahme (Essverhalten und Resorption im Darm) und Ausscheidung (Rückresorption in der Niere) konstant halten.
Aus der freien Passage von Wasser folgt, dass seine Verteilung durch die Verteilung osmotisch aktiver Substanzen (der größte Teil davon sind Elektrolyte) bestimmt wird, denn unterschiedliche osmotische Konzentrationen erzeugen unterschiedliche osmotische Drücke, die das Wasser in Richtung der höheren Osmolarität treiben. Die Osmolarität beträgt im menschlichen Körper intrazellulär wie extrazellulär etwa 300 mosmol/l, sie wird durch Steuerung der Aufnahme und Ausscheidung von Wasser konstant gehalten. Der Natriumbestand bestimmt dabei das Volumen der extrazellulären Flüssigkeit und damit auch das Blutvolumen, dessen Konstanthaltung für die Kreislaufstabilität von größter Bedeutung ist.
Verliert man durch starkes Schwitzen oder Durchfall viel Salz und Wasser, genügt es nicht, nur das Wasser wieder zuzuführen, denn Wasser ohne Salz senkt die Osmolarität, sodass das Wasser zur Wahrung der Osmohomöostase wieder ausgeschieden wird. Zur Behandlung eines Volumenmangels werden klinisch Vollelektrolytlösungen infundiert. Sportgetränke, die mit Isotonie werben, sind meist nicht geeignet, einen echten Volumenmangel zu beheben, weil sie die Osmolarität des Körpers im Wesentlichen durch Zucker erreichen, der aber durch die Blutzuckerregulation schnell aus dem Blut entfernt wird, sodass hypotone Lösung zurückbleibt; allerdings ist auch gar kein isotones Getränk notwendig, da über den Schweiß mehr Wasser als Salz verloren geht.
Störungen der an den Elektrolythomöostasen beteiligten Hormone oder Organe äußern sich in charakteristischen Elektrolytstörungen. Wenn eine kausale Therapie nicht möglich ist, können sie durch Infusion geeigneter Lösungen, Diuretika, Nahrungsergänzungsmittel oder auch Meidung bestimmter Lebensmittel behandelt werden, mächtigste Therapie ist die Dialyse.

## Elektrochemische Anwendungen
Eine wichtige Anwendung von Elektrolyten ist der Gebrauch bei der Elektrolyse einschließlich der Galvanik. Elektrolyte sind auch notwendige Bestandteile von Batterien, Akkumulatoren und Elektrolytkondensatoren. Zur Herkunft des von Michael Faraday geprägten Begriffes Elektrolyt siehe auch „Faradaysche Gesetze“, zur Bedeutung der Elektrolytkonzentration siehe auch Nernst-Gleichung.

### Galvanische Elektrolyte
In der Galvanik werden folgende Elektrolyte verwendet.
- Aluminiumelektrolyte
- Antimonelektrolyte
- Bleielektrolyte
- Bronzeelektrolyte
- Cadmiumelektrolyte
- Cobaltelektrolyte
- Chromelektrolyte
- Eisenelektrolyte
- Goldelektrolyte
- Indiumelektrolyte
- Kupferelektrolyt
- Manganelektrolyte
- Messingelektrolyte
- Nickelelektrolyte
- Nickel-Eisen-Elektrolyte
- Palladiumelektrolyte
- Platinelektrolyte
- Rheniumelektrolyte
- Rhodiumelektrolyte
- Rutheniumelektrolyte
- Silberelektrolyte
- Wismutelektrolyte
- Wolframelektrolyte
- Zinkelektrolyte
- Zinnelektrolyte